# 红腹膜花天牛
红腹膜花天牛（学名：Necydalis rufiabdominis），天牛科膜花天牛属的一种，分布于中国湖北省神农架。
本种2023年被收录入中国《有重要生态、科学、社会价值的陆生野生动物名录》。

## 形态特征
头部和胸部为黑色，鞘翅和腹部呈红褐色，鞘翅外侧缘暗褐色。